# Juanito Oiarzabal
Juan Eusebio Oiarzabal Urteaga (30. ožujka 1956.), poznatiji kao Juanito Oiarzabal, poznati je baskijsko-španjolski planinar. Napisao je četiri knjige o toj temi. Bio je šesti čovjek koji je uspio osvojiti svih 14 vrhova iznad 8000 metara, a treći koji se popeo na njih bez dodatnog kisika. Bio je prva osoba koja je osvojila najviša 3 vrha dva puta (Everest + K2 + Kangchenjunga), a bio je najstariji alpinist na vrhu Kangchenjunga, sa skoro 53, dok ga Carlos Soria Fontan nije nadmašio 2014., koji je imao 75 godina. Godine 2004. izgubio je sve svoje nožne prste zbog ozeblinama nakon penjanja na K2.
Godine 2009. objavio je da želi postati prva osoba u povijesti koja će osvojiti "dupli 14", penjanje na svaki vrh iznad 8000 metara dva puta.U travnju 2010. je stigao do 24. osam-tisućnjaka, nakon penjanja na Annapurnu, što je svjetski rekord. U 2011. godini popeo se na Lhotse po drugi put, što je njegov 25. osam-tisućnjaka. Oiarzabal je drugi najuspješniji planinar svih vremena u penjanju na vrhove iznad 8000 metara nakon Nepalca Phurbe Tashija Sherpe, koji se popeo 28 puta.

## Himalaja
Njegov uspjeh na Himalaji je dobro poznat, ali manje je poznato da je već prije toga nakupio iskustvo koje je među najvećima u Španjolskoj. Uspeo se na sve španjolske planinske masive, na najtežim pravcima. Čak je otkrio neke rute velike važnosti. Visoko je iskusan u penjanju po Alpama. Na drugim kontinentima, penjao se po Sjevernoj Americi, Južnoj Americi i Africi, i vraćao se na Himalaju, gdje obavlja svoje ekspedicije s velikom lakoćom, što se može činiti očiglednim nakon 35 ekspedicije u više od 23 godine.

## Usponi

### Aljaska
- 1984. – Mount McKinley  (6194 m) – Ruta West Buttress

### Argentina
- 1983. – Aconcagua (6957 m) – 5. svjetski zimski uspon. Pripisuje mu se 16 uspona na Aconcaguu, kao vodič

### Kenija
- 1988. – Mount Kenya – Diamond Corridor

### Nepal
- 1982. – Kangchuntse (Makalu II) (7640 m). Dosegnuta visina: 7200 m
- 1988. – Kangchenjunga (8586 m). Sjeverna strana. Dosegnuta visina: 8000 m
- 1989. – Makalu (8465 m). Zapadni stup. Dosegnuta visina: 8350 m
- 1990. – Everest (8848 m). Jugozapadna strana. Dosegnuta visina: 8300 m
- 1991. – Kangchenjunga (8586 m). Sjeverna strana. Dosegnuta visina: 8400 m
- 1993. – Everest (8848 m). Jugo-jugoistočna ruta. VRH
- 1995. – Makalu (8465 m). Normalna ruta. VRH
- 1995. – Lhotse (8516 m). Normalna ruta. VRH
- 1996. – Kangchenjunga (8586 m). Sjeverna strana. Britanska ruta. VRH
- 1997. – Manaslu (8163 m). Normalna ruta. VRH
- 1998. – Dhaulagiri (8167 m). Normalna ruta. VRH
- 1999. – Annapurna (8091 m). Njemačka ruta. VRH
- 2002. – Makalu (8465 m). Zapadni stup. Dosegnuta visina: 7600 m
- 2004. – Ama Dablam (6856 m). Jugozapadni oštri brid. VRH
- 2010. – Annapurna (8091 m.). VRH (Helikopter korišten pri silasku)
- 2011. – Lhotse (8516 m). VRH[7]

### Pakistan
- 1987. – Gasherbrum II (8035 m). VRH
- 1987. – Hidden Peak (8068 m). Messnerova ruta. Dosegnuta visina: 6800 m
- 1992. – Nanga Parbat (8125 m). Kinshoferova ruta. VRH
- 1994. – K2 - Chogori (8611 m). Ruta Tomo Cesen  (1. integralna). VRH
- 1995. – Broad Peak (8047 m). Normalna ruta. VRH
- 1997. – Hidden Peak (8068 m). Japanski koridor. VRH
- 2003. – Broad Peak (8047 m). Zima. Dosegnuta visina: 6900 m
- 2003. – Gasherbrum II (8035m.) Normalna ruta. VRH
- 2003. – Hidden Peak (8068 m). Japanski koridor. VRH
- 2004. – K2 - Chogori (8611 m). VRH[8]

### Kina
- 1985. – Cho-Oyu (8201 m). Normalna ruta. VRH
- 1998. – Shisha Pangma (8046 m). Jugozapadna strana. Britanska ruta. VRH
- 2000. – Everest (8848 m). Sjeverna strana. Dosegnuta visina: 8700 m (bez kisika)
- 2001. – Everest (8848 m). Sjeverna strana. VRH (bez kisika)
- 2002. – Cho-Oyu (8201 m). Normalna ruta. VRH
- 2003. – Cho-Oyu (8201 m). Normalna ruta. VRH (23. rujna)
- 2003. – Cho-Oyu (8201 m). Normalna ruta. VRH (5. listopada)

### Grenland
- 2000. – prijelaz između lokaliteta Narsasoak i Kangarlosoak (650 km) na saonicama, vučen zmajem

### Kina (autonomna regijaXinjiang)
- 2000. – Taklamakan prijelaz pustinje u dužini 800 km samo uz pomoć deva.

### Rusija
- 2001. – Mount Elbrus (5642 m) Normalna ruta. Zima. Najviši vrh Europe.

## Knjige
- Buscando las catorce estrellas [Tražeći četrnaest zvijezda], Editorial Lur, 1997.
- Los 14 ochomiles de Juanito Oiarzabal [Četrnaest osamtisućnjaka Juanita Oiarzabala], Ediciones Desnivel, 1999.
- Conversaciones con Juanito Oiarzabal [Razgovori s Juanitom Oiarzabalom], Ediciones Desnivel, 2001.
- El Everest de Juanito Oiarzabal [Everest Juanita Oiarzabala], Ediciones Desnivel, 2002.

## Vanjske poveznice
- Službena stranica